# WNC女子王座
WNC女子王座（ダブリュー・エヌ・シーじょしおうざ）は、WNCが管理、認定していた王座。

## 歴史
2012年10月12日、WNC王座の創設が決まっていた中で、デイブ・フィンレーからチャンピオンベルトも贈られることが明らかになったのを受けて創設。
初代王座決定トーナメントは華名、朱里、リン・バイロン、真琴、野崎渚、ジェシカ・ラブの6人が参加し、10月26日後楽園ホール大会より開始。12月27日の後楽園大会で決勝が行われ、朱里が初代王座獲得。
2013年9月20日、朱里はREINA世界女子王座も獲得して王座統一。その後同王座を管理するREINAとWNCが統合され、WNC女子はREINAと合わせて防衛されていた。
2014年6月にWNC活動停止されたが、女子王座管理権はWNCに関わる権利と共にREINAに移譲され、朱里が引き続き保持していた。しかし、REINAコンサルタントに就任した華名が当王座の封印を提案されて、9月30日に「封印マッチ」として真琴との対戦を命じられた。試合は朱里が真琴を下して5度目の防衛を果たして封印。

## 歴代王者
| 歴代  | 選手           | 戴冠回数 | 防衛回数 | 獲得日付       | 獲得場所 （対戦相手・その他）  |
| ----- | -------------- | -------- | -------- | -------------- | ------------------------------ |
| 初代  | 朱里           | 1        | 0        | 2012年12月27日 | 後楽園ホール 野崎渚            |
| 第2代 | 真琴           | 1        | 0        | 2013年3月31日  | 新宿FACE                       |
| 第3代 | リン・バイロン | 1        | 1        | 2013年4月25日  | 後楽園ホール 2013年7月25日返上 |
| 第4代 | セリーナ       | 1        | 0        | 2013年8月10日  | オロシティーホール 朱里        |
| 第5代 | 朱里           | 2        | 5        | 2013年9月18日  | 新宿FACE 2014年9月30日封印     |